# Навроцька Ісидора Андріївна
Ісидора (Сидора) Навроцька (у шлюбі Палій) (5 березня 1858, с. Котузів, Підгаєцький повіт, Королівство Галичини та Володимирії — 5 березня 1852, с. Перевозець, тепер Войнилівська селищна громада, Калуський район, Івано-Франківська область) — українська письменниця, співавторка альманаху "Перший вінок" (оповідання «Попався в сіть», 1887). 

## Життєпис
Ісидора Навроцька народилась 5 березня 1858 року в родині священника Андрія Навроцького. Була наймолодшою із дев'яти дітей у сім'ї. Брат — письменник Володимир Навроцький.
Початкову освіту здобула вдома, а згодом закінчила виділову школу (сучасні 5–7 класи). 
У 1887 році вийшла заміж за випускника Духовної семінарії Івана Паліїва у Голгочі, де її батько служив на парафії. Народила чотирьох дітей: Омеляна (1888), Василя (1890), Дмитра (1896) та Кекилію (1906). Проживала у Войнилові, була активною постаттю жіночого руху в регіоні, співпрацювала з громадськими діячами та дописувала у пресу.  
Померла 5 березня 1952 року.

## Літературна творчість
Писала оповідання. За оповідання «Попався в сіть», що увійшло до "Першого вінка", першого жіночого альманаху України, виданого Наталією Кобринською і Оленою Пчілкою у Львові в 1887 році, отримала схвальну рецензію від Івана Франка, який в одному зі своїх нарисів пожалкував, що талант Навроцької змарнувався «за родинними і хатніми турботами».
Альманах «Перший вінок» (1887) містить оповідання Сидори Навроцької «Попався в сіть» на сторінках 418—455.